# Кассим аль-Римави
Кассим аль-Римави (араб. قاسم الريماوي‎, род. 1918, Байт Рима, Палестина — 1982) — премьер-министр и министр обороны Иордании с 3 июля по 28 августа 1980 года.
Родился в деревне Бейт-Рим, недалеко от города Джараш. Получил образование в колледже Рашидия и Арабском колледже в Иерусалиме. Был редактором газеты «Аль-Вахда Аль-Кудс» с 1945 по 1947. Был одним из основателей вооружённых сил организации «Священный джихад» и стал их генеральным секретарем. Он был назначен командующим округом Иерусалим и Рамаллах в командном центре «Священный джихад», сменив на этом посту Хусейни. Участвовал в ряде боёв с израильтянами.
В 1949 назначен генеральным секретарем Всепалестинского правительства. Был членом исполнительного комитета Организации освобождения Палестины. Получил степень бакалавра социологии в Американском университете в Каире в 1952 и стал официальным представителем Всепалестинского правительства в ООН. Получил степень профессора Колумбийского университета в Нью-Йорке в 1954, затем там же докторскую степень по экономике и образованию в 1956. Опубликовал серию статей в газете «Аль-Баян» и основал Объединённые исламские ассоциации в США и Канаде.
Имеет докторскую степень Колумбийского университета штата Нью-Йорк (1956). Вернулся в Иорданию и до 1960 был генеральным директором компании Jordan Phosphate Mines Company. Неоднократно избирался депутатом иорданского парламента:
- С 28 января по 13 октября 1962 — министр сельского хозяйства, строительства и реконструкции.
- С 2 декабря 1962 по 27 марта 1963 — министр сельского хозяйства.
- С 31 июля 1965 по 3 апреля 1967 — министр внутренних дел и по городским и сельским делам.
- С 27 июня по 15 сентября 1970 — вновь министр внутренних дел и по городским и сельским делам.
- С 19 декабря 1979 по 3 июля 1980 — министр сельского хозяйства.